# تایلور کول
تایلور کیویین کول(به انگلیسی: Taylor Quinn Cole) (زاده ۲۹ آوریل ۱۹۸۴)؛ بازیگر و مانکن آمریکایی است.

## اوایل زندگی
کول در آرلینگتون، تگزاس آمریکا زاده شد. او دبیرستانش را در دبیرستان لامار در آرلینگتون، تگزاس گذراند و هم چنین فعالیت مانکنی اش را در همین دوره آغاز کرد. بعدها کول به نیویورک نقل مکان کرد تا حرفه اش را در آن جا ادامه دهد.

## حرفه
او حرفهٔ بازیگری اش را با بازی در سریال سامرلندیا سرزمین تابستان آغاز کرد. پس از آن در چندین فیلم و سریال دیگر نیز به نقش آفرینی پرداخت که می‌توان روز احمق آوریل و بازی در دو قسمت فصل اول سریال سوپرنچرال از جملهٔ آن‌ها اشاره کرد.

## فیلم شناسی
| سال       | موضوع             | نقش             | توضیحات                 |
| --------- | ----------------- | --------------- | ----------------------- |
| ۲۰۰۵-۲۰۰۴ | سامرلند           | اریکا اسپالدینگ | سریال تلویزیونی،۲۱ قسمت |
| ۲۰۱۳-۲۰۰۶ | سوپرنچرال         | سارا بلیک       |                         |
| ۲۰۰۶      | همه چیزی که گرفتی |                 |                         |
| ۲۰۰۸      | روز احمق آوریل    | دسیره کارتیر    |                         |
| ۲۰۰۹-۲۰۰۸ | قهرمانان          | راچل میلز       |                         |
| ۲۰۰۹      | ۱۲ راند           | اریکا کسن       |                         |
| ۲۰۰۹      | بدل‌ها             | وکیل زن         |                         |
| ۲۰۱۱      | زنبور سبز         |                 |                         |
| ۲۰۱۷_۲۰۱۶ | اصیل‌ها            | سوفیا           |                         |
| ۲۰۱۹      | اولین تولد        | کیت             | محصول ایران و امریکا    |